# Yannick Cahuzac
Yannick Cahuzac (Ajaccio, 18 de enero de 1985) es un exfutbolista francés que jugaba de centrocampista.

## Trayectoria
Cahuzac debutó como futbolista senior en el S. C. Bastia en 2005, cuando el club se encontraba en la Ligue 2. En el Bastia jugó durante 12 temporadas, cinco de ellas en la Ligue 1, entre 2012 y 2017, siendo un futbolista importante para el club corso en todas las temporadas.
En 2017, y debido a la crisis deportiva y económica en la que se ve sumergido el Bastia, fichó por el Toulouse F. C., equipo de la Ligue 1.
Después de pasar dos temporadas en el Toulouse ficha por el R. C. Lens de la Ligue 2, en 2019, con el objetivo de regresar a la máxima categoría, algo que consiguió después de que el Lens lograse el ascenso en la temporada 2019-20.
En mayo de 2022 puso fin a su carrera deportiva.

## Clubes
| Club           | País    | Año       |
| -------------- | ------- | --------- |
| S. C. Bastia   | Francia | 2005-2017 |
| Toulouse F. C. | Francia | 2017-2019 |
| R. C. Lens     | Francia | 2019-2022 |

## Palmarés

### Campeonatos nacionales
| Título               | Club         | País    | Año  |
| -------------------- | ------------ | ------- | ---- |
| Championnat National | S. C. Bastia | Francia | 2011 |
| Ligue 2              | S. C. Bastia | Francia | 2012 |